# André Lara Resende
André Pinheiro de Lara Resende (Rio de Janeiro, 24 de abril de 1951) é um banqueiro e economista brasileiro.

## Biografia
Ele é filho do escritor Otto Lara Resende. Formou-se em Economia pela Pontifícia Universidade Católica do Rio de Janeiro (PUC-Rio) no ano de 1973, com pós-graduação na área econômica pela Fundação Getulio Vargas (FGV em 1975. Obteve posteriormente seu doutorado em Economia pelo Instituto de Tecnologia de Massachusetts (MIT) no ano de 1979.

### Carreira acadêmica
Ao retornar do doutorado, iniciou a carreira como professor de economia na PUC-Rio, onde atuou por quase uma década.
Em setembro de 1984 publicou na Gazeta Mercantil o texto "A moeda indexada: Uma proposta para eliminar a Inflação inercial" que causou enorme polêmica e rendeu várias críticas a Lara Resende. Em dezembro de 1984 escreveu para o mesmo jornal o texto "A Moeda Indexada: nem mágica, nem panaceia", no qual rebate as críticas suscitadas pelo seu texto de setembro. Ainda em dezembro de 1984 escreveu em coautoria com Pérsio Arida o texto "Inflação, inercial e reforma monetária: Brasil", que apresentava as ideias de ambos para acabar com a alta inflação brasileira, no entanto o texto foi duramente criticado pelo economista Rudi Dornbusch, que apelidou o texto de "Plano Larida".
Em janeiro de 2017, por meio do artigo “Juros e Conservadorismo Intelectual”, publicado no Valor Econômico, criticou a política de juros altos:
| “ | No Brasil, a inflação é muito pouco sensível à taxa de juros. As razões da ineficácia da política monetária são muitas e controvertidas, mas a baixa sensibilidade da inflação à taxa de juros é indiscutível, uma unanimidade. Por outro lado, com a dívida pública em torno de 70% do PIB, uma taxa nominal de juros de 14% ao ano exige um superávit fiscal de quase 10% do PIB para que a dívida nominal fique estável. Com a economia estagnada e a inflação perto dos 6% ao ano, isso significa que é preciso um superávit fiscal primário de quase 5% da renda nacional para estabilizar a relação entre a dívida e o PIB. A carga tributária está perto dos 40% do PIB, alta até mesmo para países avançados, ameaça estrangular a economia e inviabilizar a retomada do crescimento. A dificuldade política para reduzir despesas é enorme. Fica assim claro que o custo fiscal da política monetária não é irrelevante. | ” |

Em maio de 2019, criticou o dogmatismo fiscal, trazendo como exemplo as consequências desastrosas do pacote de austeridade na Grécia.

### Setor privado
Entre 1980 e 1985, atuou como sócio e diretor administrativo do Banco de Investimentos Garantia. No período, também ocupou o cargo de diretor externo da Companhia de Ferro Brasileiro. Posteriormente também trabalhou como diretor nas Lojas Americanas, no Unibanco, The Capital Group e foi sócio fundador do Banco Matrix, junto com Luiz Carlos Mendonça de Barros.

### Setor público
Embora tenha integrado a equipe econômica do ministro da Fazenda Dilson Funaro, ao assumir cargo no Banco Central, entre 1985 e 1986, suas ideias não foram usadas no Plano Cruzado. Trabalhou junto com Pérsio Árida, com quem havia estudado na época da graduação.
Tanto na entrevista concedida ao jornalista Luis Nassif para a Folha de S.Paulo em 2005 como em entrevista a Globo News em 2012, no Dossiê GloboNews, o ex-presidente Fernando Collor de Melo afirma que em uma consulta com André, Daniel Dantas e Mário Henrique Simonsen debateu a possibilidade do bloqueio de ativos financeiros. André confirmou o efeito técnico do bloqueio dos ativos financeiros, pois indicava que com a elevada liquidez do mercado a hiperinflação poderia ser debelada com uma súbita redução de disponibilidade de ativos financeiros. Porém, ambos foram unânimes em afirmar que a solução era politicamente "impossível".
Na implantação do Plano Real pôde ver suas ideias expressas nos textos dos anos 1980 testadas na prática com a utilização da URV antes do Real entrar em circulação.
Sucedeu Pedro Malan em setembro de 1993, sendo nomeado pelo presidente Itamar Franco como negociador-chefe da dívida externa e um dos integrantes da equipe econômica que elaborou o Plano Real. Deixou o posto de sócio-diretor do Banco Matrix a convite do Presidente da República Fernando Henrique Cardoso para assumir o cargo de assessor especial da Presidência em setembro de 1995 e, posteriormente, assumiu a presidência do BNDES, em abril de 1998.
Em novembro de 1998 foi obrigado a renunciar à presidência do BNDES devido ao escândalo do grampo do BNDES, que também derrubou seu ex-sócio Luiz Carlos Mendonça de Barros da chefia do Ministério das Comunicações.
Acusado de improbidade administrativa em ação movida pelo Ministério Público Federal, em razão do processo de privatização da Telebrás ocorrido em 1998, durante o governo Fernando Henrique Cardoso, foi absolvido pela Justiça Federal de primeira instância em março de 2009, em sentença proferida pelo juiz titular da 17ª Vara Federal do Distrito Federal.
Posteriormente, atuou no mercado com uma companhia de investimentos. Em 2014, atuou como conselheiro econômico da candidata à presidência Marina Silva.
Em novembro de 2022, foi anunciado junto a Pérsio Arida para o grupo econômico da equipe de transição do presidente eleito Lula.